# Don’t Wanna Do It
A Don't Wanna Do It a holland The Shorts együttes első kislemeze, mely 1981-ben jelent meg. Albumra azonban nem került fel, és túlzott sikereket sem értek el vele.

## Tracklista

### 7 inch kislemez Hollandia
1. Don't Wanna Do It
2. Hands Off My Baby[1]